# Лоредан, Франческо
 Франческо Лоредан  (итал. Francesco Loredan) — 116-й венецианский дож, правитель Венеции.

## Биография
Выходец из очень богатой семьи, общественной карьере Франческо Лоредан предпочитал занятия коммерцией. Он всегда уклонялся от поездок в дальние страны с посольскими миссиями, чтобы не покидать надолго родной город, и при распределении государственных обязанностей стремился выбирать такие, которые были бы не очень обременительными. Лоредан не блистал энциклопедическими знаниями и плохо разбирался в международных делах. После смерти предыдущего «дожа-поэта» Пьетро Гримани в Венеции были очень популярны сатирические пьесы и оперетты, в которых фигура дожа выставлялась в смешном виде, поэтому на выборах нового дожа многие претенденты на освободившееся место сочли благоразумным снять свои кандидатуры.

## Правление
В заметно поредевших рядах соискателей представительная фигура Лоредана оказалась самой заметной, и его выбрали моментально, уже в первом туре, который состоялся 18 марта 1752 года. Поскольку этот день приходился на Пасху, то объявление о результатах голосования было отложено на 6 апреля. В XVIII веке дож в Венеции уже не обладал большой властью, а был скорее церемониальной фигурой. Лоредана это устраивало, он уже заказал себе новые костюмы и украшения для предстоящих балов и карнавалов, но жизнь внесла свои коррективы.
В это время в государстве шла борьба между консерваторами и реформаторами, и дело дошло до того, что лидер реформаторов Анджело Кверини был заключён в тюрьму, а его сподвижники высланы в дальние провинции. Экономическая ситуация в стране ухудшалась, международная конкуренция обострялась, прибыли торговцев снижались, Венеция теряла рынки, в городе усиливалась борьба между сторонниками и противниками перемен, и, казалось бы, правителю страны нужно было принять чью-либо сторону и начать что-то делать для того, чтобы спасти умирающую Республику. Но Лоредан оставался пассивным, предоставляя партиям драться друг с другом, а потом, просто для удобства, присоединяясь к победителям. И хотя во время Семилетней войны экономика Венеции пережила небольшой "бум", связанный с тем, что венецианские купцы могли спокойно торговать в Европе благодаря их нейтральному статусу, шансы выживания страны в среднесрочной перспективе стремились к нулю.
Внешняя политика характеризовалась напряжёнными отношениями с Дубровникской Республикой, а также обострением отношений со Святым Престолом, так как Венеция поддерживала своего кандидата на выборах нового Папы. Одержав победу, Папа Климент XIII (первый венецианец за всю историю) в знак благодарности прислал дожу Золотую Розу.

## Образ в кино
- Казанова (фильм, 2005)